# سانتياغو باكيرو
سانتياغو باكيرو (بالإسبانية: Santiago Bakero)‏ هو لاعب كرة قدم إسباني، ولد في 31 يناير 1958 في Goizueta, Navarre ‏ في إسبانيا. لعب مع ريال سوسيداد ونادي إيركوليس.